# Ravnica (Chorwacja)
Ravnica – wieś w Chorwacji, w żupanii karlowackiej, w gminie Ribnik. W 2011 roku liczyła 15 mieszkańców.

## Populacja
Według spisu ludności z 2001 roku wieś liczyła 17 mieszkańców i 6 domowych gospodarstw rodzinnych..